# Automatic Camera Effects Systems
L'Automatic Camera Effects Systems  (A.C.E.S.) est une technologie informatisée de prise de vue pour le contrôle du mouvement de la caméra. Le seul film utilisant cette technologie est  Le Trou noir (1979)

## Historique
À la demande Ron Miller qui avait entendu parler de la Dykstraflex utilisée sur Star Wars que le studio lance le développement du A.C.E.S, le système de Matte scan a été amélioré pour intégrer une caméra multiplane et plus de contrôle informatique jusqu'à devenir le système Automatic Camera Effects Systems (A.C.E.S.),. David Snyder indique toutefois que le studio avait contacté Lucasfilm pour utiliser le système Dykstraflex mais que la location était trop onéreuse.
L'équipe chargée du développement comprend Art Cruickshank, Eustace Lycett, Bob Otto, Don Iwerks et deux personnes du services informatiques de WED Entreprises David Inglish et David Snyder. Pour leur travail nécessitant beaucoup d'espace, l'équipe prend possession du Stage 3 des studios construit pour le film Vingt Mille Lieues sous les mers (1954) et qui contient un réservoir. Le studio a dépensé un million d'USD pour développer la technologie A.C.E.S. qui est un système de caméra dont les détails techniques ont été déposé à l'Academy of Motion Picture Arts and Sciences.
Don Iwerks, fils d'Ub Iwerks, se souvient que le projet final a été présenté fin avril 1978, la construction et l'assemblage en mai 1978. Le système est prêt vers l'été 1978 et opérationnel en septembre, la partie informatique l'étant en octobre. Le système a été utilisé pour les vaisseaux spatiaux. Le studio espérait obtenir un Oscar technique pour Don Iwerks, Bob Otto, David Inglish, David Snyder et Steven Crane. Dave Smith indique que le système a été utilisé sur la séquence surnaturelle finale du film Les Yeux de la forêt (1980).

## Le système
|                                        |  |                                       |
| Une reproduction de caméra multiplane. |  | Un mini-ordinateur Data General Nova. |

Il permet avec une caméra dirigée par ordinateur montée sur un support de filmer des miniatures et maquettes sans vibration, et cela de manière identique et répétée, offrant la possibilité de nombreuses prises tout en changeant les éclairages. Cruickshank précise que l'appareil basé sur une caméra multiplane peut effectuer deux révolutions et non pas une seule comme c'est souvent le cas quand on parle d'un objet tournant à 360°, Don Iwerks parle lui d'une rotation à 720°. L'A.C.E.S. ajoute quatre axes à ceux déjà existant de la caméra multiplane. Dykstra explique que les ordinateurs ont été utilisés comme catalogue des milliers mouvements de caméra nécessaire pour produire les effets spéciaux de lumière et les prises de vues des maquettes. Cela a permis de réduire le temps passé à calibrer les appareils. Selon David Inglish, les deux principales différences entre A.C.E.S. de Dykstraflex sont l'usage de l'informatique et le déplacement, le Dykstraflex propose un déplacement pas-à-pas et utilise l'ordinateur pour enregistrer la vidéo alors que le système Disney se déplace en continu et utilise l'informatique pour déplacer et positionner précisément la caméra. Cruickshank indique que dorénavant si une mise en place nécessite plus de 15 min, on refuse de tourner la scène avec une caméra multiplane alors qu'avant quatre heures pouvaient être nécessaires. Le système utilise un fond bleu de 16 par 25 pieds (5 x 8 m) fabriqué par Stewart Filmscreen.
Un système de plongée avait été envisagé en réutilisant le Kenworthy Snorkel Camera System de Paul Kenworthy et William R. Latady inventé en 1978, Kenworthy travaillant aussi pour Disney sur la série  True-Life Adventures. Mais il n'est pas adaptable à leur invention et l'équipe préfère utiliser une lentille de tangage. Bob Otto décrit cette lentille comme un périscope de 18 pouces (45,72 cm) avec une lentille anamorphique, un objectif et des prismes en bas afin de pouvoir s'approcher au plus des maquettes et uniquement pour les maquettes.  Le système permettait aussi de définir le temps d'exposition de la caméra que l'appareil soit situé loin ou non des cadreurs. Pour la partie informatique, le studio achète un Data General Nova III avec des écrans et une imprimante Dasher, le tout assemblé dans le New Jersey.